# Malyj Kinel'
Il Malyj Kinel' (in russo Малый Кинель?) è un fiume della Russia europea centrale, affluente di sinistra del Bol'šoj Kinel' (bacino del Volga). Scorre nell'oblast' di Orenburg e di Samara.

## Descrizione
Il fiume ha origine dai contrafforti dell'Obščij Syrt vicino al villaggio di Glazovo, nell'Asekeevskij rajon. Il bacino si trova nella regione dell'altopiano dell'Alto Trans-Volga ed è una pianura collinare ondulata. La vegetazione è quella tipica della foresta-steppa. Il letto del fiume è tortuoso, ramificato da isole lunghe 100-500 metri, ricoperte di cespugli. La larghezza del fiume è di 15-20 metri, la profondità del fiume è di 1-3 metri. La direzione generale della corrente è occidentale. Sfocia nel Bol'šoj Kinel' a 132 km dalla sua foce, nel villaggio di Kinel'-Čerkassy. Il fiume ha una lunghezza di 201 km, l'area del suo bacino è di 2 690 km².